# Тейлорсвілл (Кентуккі)
Тейлорсвілл (англ. Taylorsville) — місто (англ. city) в США, в окрузі Спенсер штату Кентуккі. Населення — 1256 осіб (2020).

## Географія
Тейлорсвілл розташований за координатами 38°1′55″ пн. ш. 85°20′42″ зх. д. / 38.03194° пн. ш. 85.34500° зх. д. (38.031920, -85.344893).  За даними Бюро перепису населення США в 2010 році місто мало площу 0,74 км², уся площа — суходіл. В 2017 році площа становила 2,36 км², з яких 2,36 км² — суходіл та 0,00 км² — водойми.

## Демографія
Згідно з переписом 2010 року, у місті мешкали 763 особи в 330 домогосподарствах у складі 189 родин. Густота населення становила 1030 осіб/км².  Було 389 помешкань (525/км²).
Расовий склад населення:
| - 88,9 % — білих - 6,8 % — чорних або афроамериканців - 0,3 % — азіатів - 0,1 % — корінних американців - 1,6 % — осіб інших рас |

До двох чи більше рас належало 2,4 %. Частка іспаномовних становила 3,5 % від усіх жителів.
За віковим діапазоном населення розподілялося таким чином: 25,2 % — особи молодші 18 років, 61,4 % — особи у віці 18—64 років, 13,4 % — особи у віці 65 років та старші. Медіана віку мешканця становила 35,8 року. На 100 осіб жіночої статі у місті припадало 87,5 чоловіків;  на 100 жінок у віці від 18 років та старших — 80,1 чоловіків також старших 18 років.
Середній дохід на одне домашнє господарство  становив 34 861 долар США (медіана — 27 230), а середній дохід на одну сім'ю — 35 257 доларів (медіана — 27 140). Медіана доходів становила 29 500 доларів для чоловіків та 26 278 доларів для жінок. За межею бідності перебувало 21,4 % осіб, у тому числі 23,2 % дітей у віці до 18 років та 1,9 % осіб у віці 65 років та старших.
Цивільне працевлаштоване населення становило 469 осіб. Основні галузі зайнятості: роздрібна торгівля — 22,4 %, виробництво — 14,9 %, освіта, охорона здоров'я та соціальна допомога — 13,0 %, мистецтво, розваги та відпочинок — 11,7 %.